# Brama orcini
Brama orcini är en fiskart som beskrevs av Cuvier, 1831. Brama orcini ingår i släktet Brama och familjen havsbraxenfiskar. Inga underarter finns listade.